# Fyen Rundt
Die Fyen Rundt oder Tour of Funen ist ein Straßenradrennen für Männer auf der Insel Fünen in Dänemark.

## Geschichte
Die Fyen Rundt wurde erstmals im Jahr 1894 ausgetragen und von der Fyens Cykle Union organisiert. Für die damalige Strecke von 212 Kilometern benötigte der Sieger 9 Stunden und 39 Minuten. 1913 wurde das Rennen nach Auflösung der Fyens Cykle Union eingestellt, erst mit Gründung des Fyns Stifts Cykleklub wurde die Fyen Rundt wieder aufgenommen und findet seitdem nahezu ununterbrochen, einschließlich der Jahre des Zweiten Weltkriegs statt. Rekordsieger ist Jacob Moe Rasmussen, der von 2002 bis 2006 das Rennen viermal in Folge gewann.
Seit der Saison 2015 ist das Elite-Rennen Bestandteil der UCI Europe Tour und in die Kategorie 1.2 eingestuft.
Im Rahmenprogramm des Elite-Rennens finden auch Wettbewerbe über 25 km, 65 km, 110 km und 180 km statt.
Bis 1995 war die Fyen Rundt ein Eintagesrennen für Amateure.

## Palmarès (bis 1995)
- 1894  H. A. Gregersen
- 1895  Knud Mortensen
- 1896  J. P. Andersen und  Knud Mortensen
- 1897  Henrik Henriksen
- 1898  O. Wahlquist
- 1899  Owe Jensen
- 1900  Hans Nielsen
- 1901  H. P. Larsen
- 1902  H. P. Larsen
- 1903  Carl Andreasen
- 1904  H. P. Hansen
- 1905  Ernst Jensen
- 1906  H. P. Larsen
- 1907  Ernst Jensen
- 1908  Godtfred Hegelund Olsen
- 1909 nicht ausgetragen
- 1910  F. Rosted
- 1911  Niels Poulsen
- 1912  Johan Jensen
- 1913  Carl Andreasen
- 1914–1922 nicht ausgetragen
- 1923  Svend Aage Johansen
- 1924  Hans Eriksen
- 1925  Erik Eloe Andersen
- 1926  Eigil Jensen
- 1927  Henry Hansen
- 1928  Orla Jørgensen
- 1929  Oluf Clausen
- 1930  Henry Hansen
- 1931  Valdemar Christiansen
- 1932 nicht ausgetragen
- 1933  Arthur Johansen
- 1934 nicht ausgetragen
- 1935  Arthur Johansen
- 1936  Arthur Johansen
- 1937  Emanuel Hansen
- 1938  Bent A. Madsen
- 1939  Georg Sørensen
- 1940  Frode Sørensen
- 1941  Rudolf Rasmussen
- 1942  Christian Pedersen
- 1943  Georg Sørensen
- 1944  Christian Pedersen
- 1945  Tor Mikkelsen
- 1946  Rudolf Rasmussen
- 1947  Viggo Hansen
- 1948  Bent A. Nielsen
- 1949  Poul Dideriksen
- 1950  Evert Larsson
- 1951  Stig Nedergaard
- 1952  Leif Johannes Nielsen
- 1953  Helmuth Hansen
- 1954  Jørgen Frank Rasmussen
- 1955  Leif Lund Nielsen
- 1956  Bendy Pedersen
- 1957  Bendy Pedersen
- 1958  Mogens Tvilling
- 1959  Poul Nielsen
- 1960  Knud Enemark Jensen
- 1961  Leif Larsen
- 1962  Jens Peter Ilsøe
- 1963  Jens Peter Ilsøe
- 1964  Ole Højlund
- 1965  Jens Andersen
- 1966  Johnny Knudsen
- 1967  Johnny Knudsen
- 1968  Verner Blaudzun
- 1969  Verner Blaudzun
- 1970 nicht ausgetragen
- 1971  Jørgen Schmidt
- 1972  René Dillen
- 1973–1976 nicht ausgetragen
- 1977  Henning Jørgensen
- 1978  Jan Høegh
- 1979  Jon Rangfred Hansen
- 1980  Eigil Sørensen
- 1981  René Byrgesen
- 1982  René Byrgesen
- 1983  Michael Marcussen
- 1984  Niels Ole Hald
- 1985  Kim Kronborg
- 1986  Vagn Scharling
- 1987  Benny Pedersen
- 1988  Vagn Scharling
- 1989  Benny Pedersen
- 1990  Claus Michael Holm
- 1991  Magnus Knutsson
- 1992  Kim Marcussen
- 1993  Kim Marcussen
- 1994  Marc Strange Jacobsen
- 1995  Johan Fagrell

## Palmarès (ab 1996)
| Jahr | Sieger                  | Zweiter              | Dritter                  |          |
| ---- | ----------------------- | -------------------- | ------------------------ | -------- |
| 1996 | Michael Sandstød        | Tayeb Braikia        | Kim Marcussen            |          |
| 1997 | Michael Steen Nielsen   | Tayeb Braikia        | Nicolai Bo Larsen        |          |
| 1998 | Brian Walton            | Svein Gaute Hølestøl | Allan Johansen           |          |
| 1999 | Nicolai Bo Larsen       | Allan Johansen       | Bjarke Nielsen           |          |
| 2000 | Morten Sonne            | Michael Skelde       | Michael Johansen         |          |
| 2001 | Nicolai Bo Larsen       | Jimmy Hansen         | Jacob Gram Nielsen       |          |
| 2002 | Jacob Moe Rasmussen     | Jakob Piil           | Allan Bo Andresen        |          |
| 2003 | Jacob Moe Rasmussen     | Lars Bak             | Michael Skelde           |          |
| 2004 | Jacob Moe Rasmussen     | Allan Johansen       | Jonas Holmqvist          |          |
| 2005 | Jacob Moe Rasmussen     | Lasse Bøchman        | Morten Ryberg Gottlieb   |          |
| 2006 | Alex Rasmussen          | Jacob Moe Rasmussen  | Thomas Kristiansen       |          |
| 2007 | Michael Berling         | Roger Kluge          | Thomas Guldhammer        |          |
| 2008 | Lars Ulrich Sørensen    | Sebastian Balck      | Jacob Moe Rasmussen      |          |
| 2009 | Daniel Foder            | Kasper Jebjerg       | Nikola Aistrup           |          |
| 2010 | Jens-Erik Madsen        | Rasmus Guldhammer    | Pim De Beer              |          |
| 2011 | Michael Mørkøv          | Michael Reihs        | Jesper Hansen            |          |
| 2012 | Angelo Furlan           | Kristian Haugaard    | Arie den Hartog          |          |
| 2013 | Asbjørn Kragh Andersen  | Daniel Foder         | Jesper Odgaard Nielsen   |          |
| 2014 | Kasper Klostergaard     | Mads Pedersen        | Mark Pedersen            |          |
| 2015 | Andreas Vangstad        | Alexander Kamp       | Yoeri Havik              |          |
| 2016 | Mads Pedersen           | Audun Fløtten        | Adriaan Janssen          |          |
| 2017 | Audun Fløtten           | Casper Pedersen      | Syver Wærsted            |          |
| 2018 | Mads Pedersen           | Michael Mørkøv       | Bas van der Kooij        |          |
| 2019 | Rasmus Christian Quaade | Nicklas Pedersen     | Mattias Skjelmose        |          |
| 2020 | abgesagt                | abgesagt             | abgesagt                 | abgesagt |
| 2021 | Niklas Larsen           | Rasmus Bøgh Wallin   | Kasper Andersen          |          |
| 2022 | Mads Pedersen           | Elmar Reinders       | Sebastian Kolze Changizi |          |
| 2023 | Carl-Frederik Bévort    | Nicklas Pedersen     | Alexander Salby          |          |
| 2024 | Lasse Norman Leth       | Mads Würtz Schmidt   | Tobias Hansen            |          |